# Еліс Режина
Еліс Режи́на Карва́лью Ко́ста (порт. Elis Regina Carvalho Costa, 17 березня 1945 — 19 січня 1982), відома як Еліс Режина (Elis Regina) — бразильська співачка. Відома виконанням пісень в жанрах MPB, самба, босанова. 

## Життєпис
Еліс Режина народилася в Порту-Алегрі. Співацьку кар'єру почала в 11 років на дитячому радіо шоу O Clube Do Guuri на Rádio Farroupilha. 1959 року вона отримала контракт з Rádio gaúcha і наступного року записала в Ріо-де-Жанейро свою першу платівку Viva Brotolândia і другу Poema de Amor з піснями у популярних на той час музичних стилях.
Перший пісенний конкурс Еліс Режина виграла на фестивалі 1965 року з піснею Arrastão Еду Лобу і Вінісіуса ді Морайса. Видана окремим синглом, Arrastão у виконанні Режини стала найпопулярнішою платівкою з часів  Кармен Міранди. Композиція Dois na Bossa, записана разом з Жаїром Родрігесом, стала першою бразильською платівкою, проданою понад мільйоном примірників. Трансляція Arrastão на загальнонаціональному радіо і телебаченні також сприяла росту популярності співачки. 

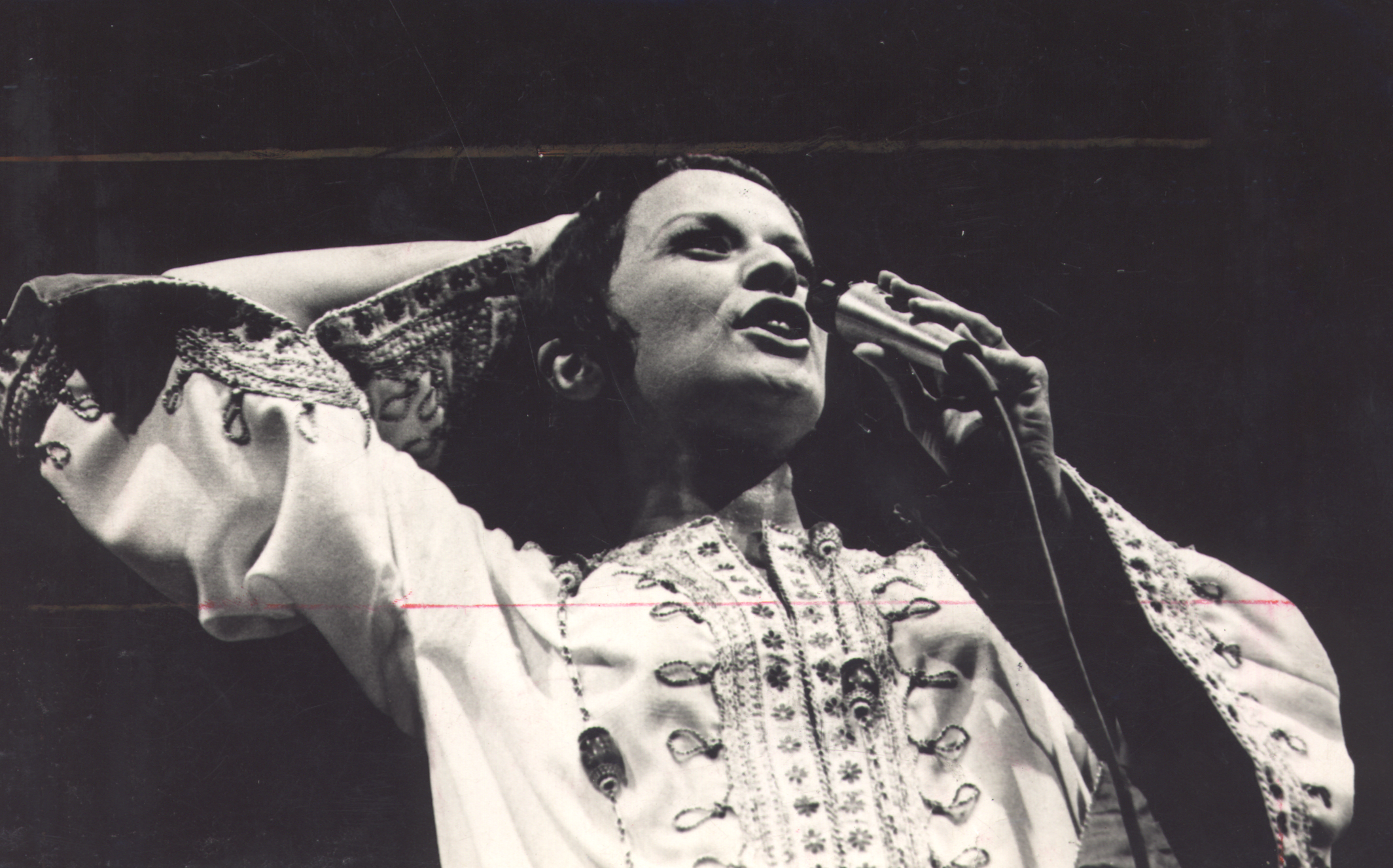
Еліс Режина в Teatro da Praia (1969).

 В історії бразильської музики цей запис став початком нового музичного стилю, відомого як MPB (Música popular brasileira або бразильська популярна музика), що відрізняється від босанови та інших попередніх музичних стилів, хоча також базується на самбі.
Наприкінці 1960-х — початку 70-х разом із Гал Коста, Каетану Велозу і Жілберту Жилем, Еліс Режина популяризувала рух тропікалія. Її співпраця 1974 року з Томом Жобімом Elis & Tom часто вважається одним з найкращих альбомів босанова всіх часів, а пісню Águas de Março, що входить до цього альбому, часто називають найкращою бразильською піснею всіх часів. Еліс Режина також записала пісні Мілтона Насіменту, Жуана Боску, Альдіра Бланка, Шику Буаркі, Гуінго, Бадена Павелла, Каетану Велозу та Ріти Лі. 
Режина мала прізвиська «ураган» (порт. furacão) і «перчинка» (порт. pimentinha), що яскраво характеризували її співочий стиль та особистість.

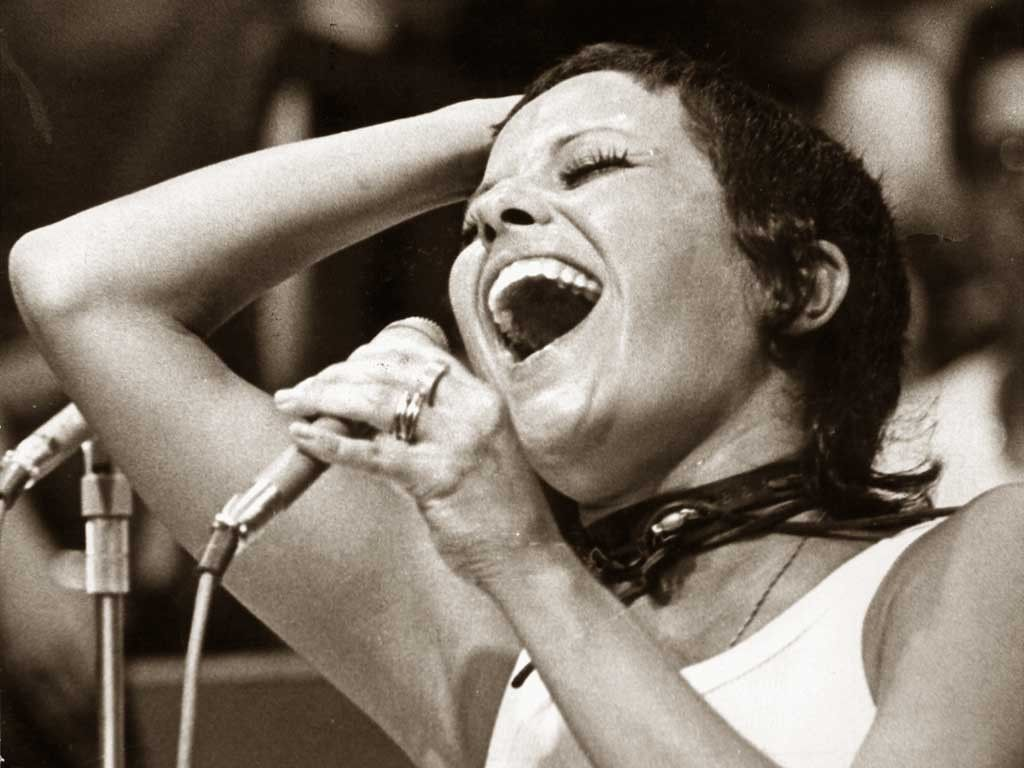
Еліс Режина під час виступу

На початку кар'єри Режина дозволяла собі лише окремі критичні вислови на адресу бразильської диктатури, яка переслідувала і заслала багатьох музикантів її покоління. В інтерв'ю 1969 року в Європі вона сказала, що Бразилією керують «горили». Хоча її попередні записи були переважно аполітичними, з середини 1970-х її музика політизується, вона починає вибирати композиції та структурувати живі вистави таким чином, щоб критикувати військовий уряд, капіталізм, расизм, сексизм та інші форми нерівності. Тексти пісень, записаних в кінці її кар'єри, висвітлили її відверту схильність до соціалізму, а 1980 року вона вступила до робітничої партії.
У віці 36 років Еліс Режина померла від випадкової взаємодії кокаїну та алкоголю. Понад 15000 її друзів, родичів та фанатів прощалися з нею у Teatro Bandeirantes, Сан-Паулу. Понад 100 тисяч людей стежили за її похороном в Сан-Паулу.

## Вибрана дискографія
| - Viva a Brotôlandia (1961) - Poema de Amor (1962) - O Bem do Amor (1963) - Ellis Regina (1963) - Dois na Bossa (1965) - O Fino do Fino - Elis & Zimbo Trio (1965) - Samba, Eu Canto Assim! (1965) - Dois na Bossa nº2 (1966) - Elis (1966) - Dois Na Bossa nº3 (1967) - Elis Especial (1968) - Elis, Como e Porqué (1969) - Elis Regina in London (1969) - Aquarela do Brasil — Еліс Режина і Тутс Тілеманс (1969) - Elis no Teatro da Praia com Miele e Bôscoli (1970) | - Em Pleno Verão (1970) - Ela (1971) - Elis (1972) - Elis (1973) - Elis (1974) - Elis & Tom (1974) - Falso Brilhante (1976) - Elis (1977) - Vento de Maio (1978) - Transversal Do Tempo (1978) (live) - Essa Mulher (1979) - Elis Especial (1979) - Saudade do Brasil (1980) - Elis (1980) |